# Erpel
Erpel település Németországban, Rajna-vidék-Pfalz tartományban. Lakosainak száma 2530 fő (2023. december 31.).

## Népesség
A település népességének változása:
| Lakosok száma | 2225 | 2543 | 2534 | 2573 | 2551 | 2530 |
|               | 1975 | 2017 | 2019 | 2021 | 2022 | 2023 |